# Arinze Stanley Egbengwu
Arinze Stanley Egbengwu (Lagos, 20 novembre 1993) è un artista, attivista e fotografo nigeriano, conosciuto in particolare per la creazione di disegni a matita iperrealistici.
Lavorando principalmente con carboncino e grafite su carta, Arinze usa le sue opere come mezzo per l'attivismo sociale e politico. Il suo lavoro affronta questioni quali il razzismo, la schiavitù moderna e il femminismo sia nella sua comunità che in tutto il mondo.

## Biografia

### Gioventù e istruzione
Arinze è nato il 20 novembre 1993. È un artista autodidatta e vive a Lagos, in Nigeria.
Nel 2014, Arinze si è laureato presso la Imo State University con una laurea in ingegneria agraria

### Opere e mostre
Artista autodidatta, Stanley ha affinato una tecnica iperealistica, con la quale realizza principalmente ritratti di volti umani usando sia il carboncino che le matite di grafite.
Ha cominciato a esporre le sue opere a Lagos, come alla Omenka Gallery dove ha partecipato alla Insanity: An Exhibition of Hyperrealist Art nel 2016 con Ken Nwadiogbu e Ayo Filade, e poi negli Stati Uniti in diverse gallerie e fiere d'arte a Miami, a Los Angeles e a New York.

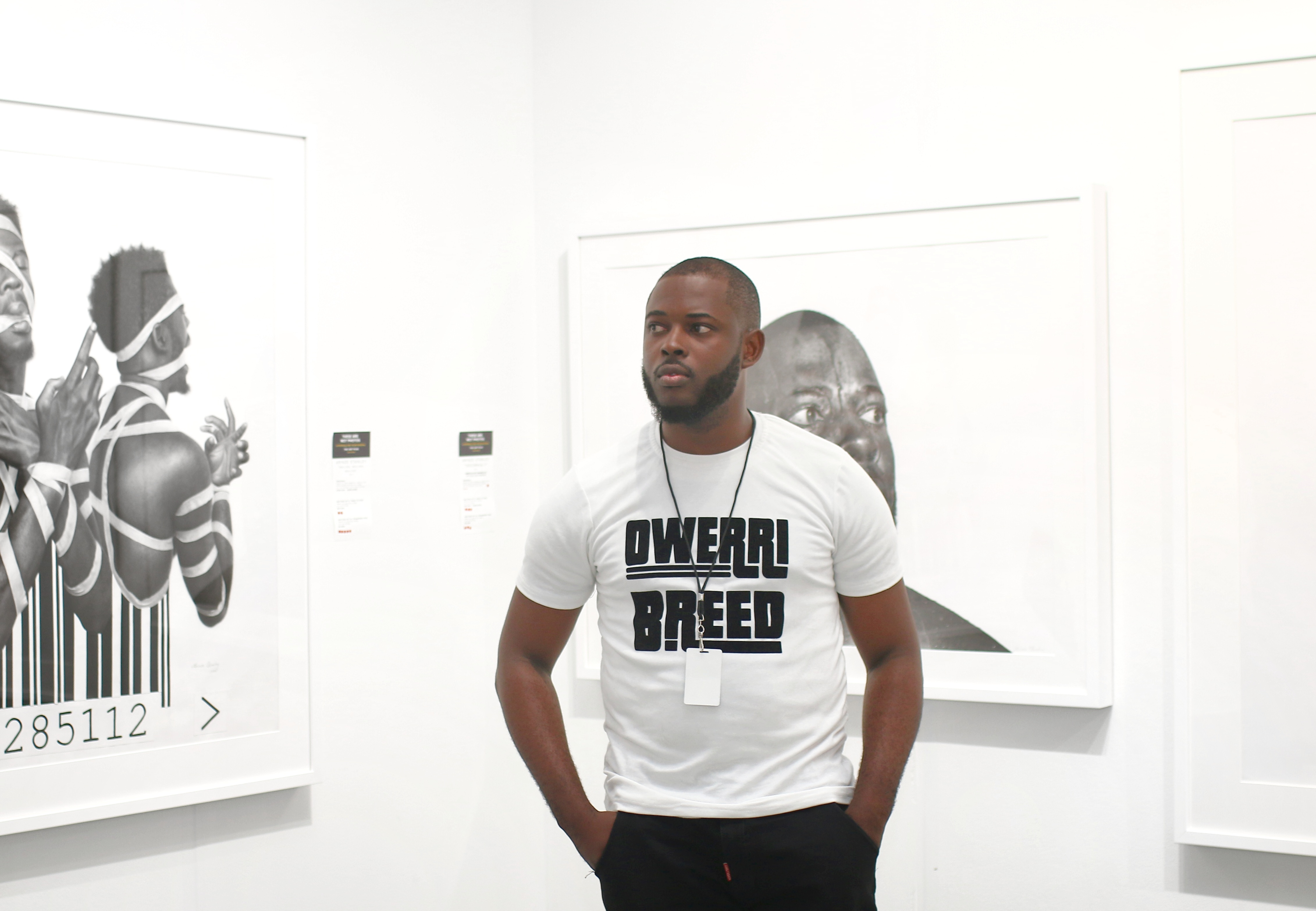
Arinze Stanley allo Scope art show a Miami nel 2017